# Toni Arens-Tepe
Antonia Leonharda Margaretha Maria (Toni) Arens-Tepe (Utrecht, 10. června 1883 – Haarlem, 8. července 1947) byla nizozemská fotografka.

## Životopis
Arens-Tepe byla dcerou Jeanetty Habets (Aachen, 26. června 1850 – Haarlem, 1. října 1932) a literárního odborníka Lea Tepe (Amsterdam, 24. července 1842 – Haarlem, 19. února 1928), který byl bratr architekta Alfreda Tepeho. Její bratranec Richard Tepe byl významným fotografem divoké přírody.
Arens-Tepe absolvovala rok odborného výcviku na Kunstgewerbeschule Düsseldorf pod vedením Petera Behrense a Wilhelma Kreise a dva roky na Photographische Lehranstalt na Lette-Verein v Berlíně, kde ji mimo jiné učil fotograf Karl Schenker.
Provdala se za umělce Alberta Antonia Hermana (Albert) Arense (Grave, 25. února 1881 – Graz, 1958) dne 11. října 1921 v Nijmegenu. Měli spolu čtyři děti.
V roce 1922 Arens-Tepe zvítězila ve fotografické soutěži N. V. Ervena Caspara Flicka s cyklem „Camera Portraits“.
V roce 1932 získala za svou fotografii první cenu na národní fotografické soutěži spojené s výstavou „Matka a dítě“ v RAI v Amsterdamu. Po výstavách v Cambridge a Londýně byla v roce 1933 jmenována spolupracovnicí Královské fotografické společnosti ve Velké Británii a získala právo používat za svým jménem písmena „A.R.P.S.“

## Fotografie

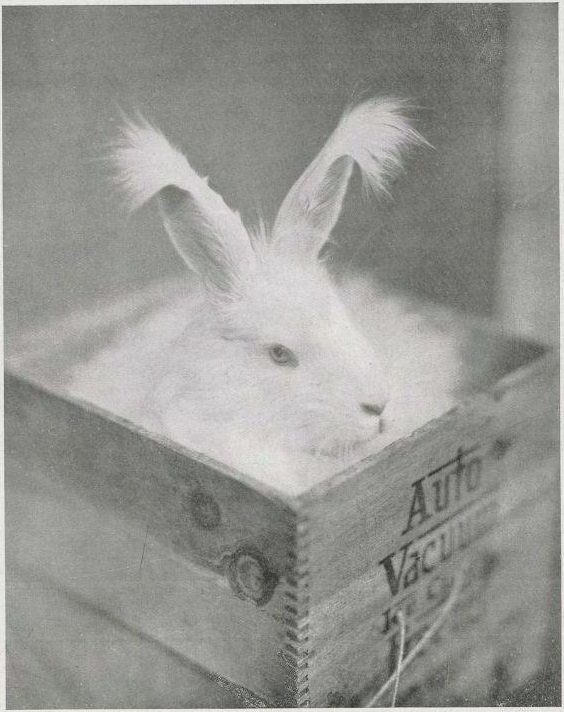
Jaro v krabici, titulní fotografie ilustrovaného měsíčníku Op de hoogte, duben 1930
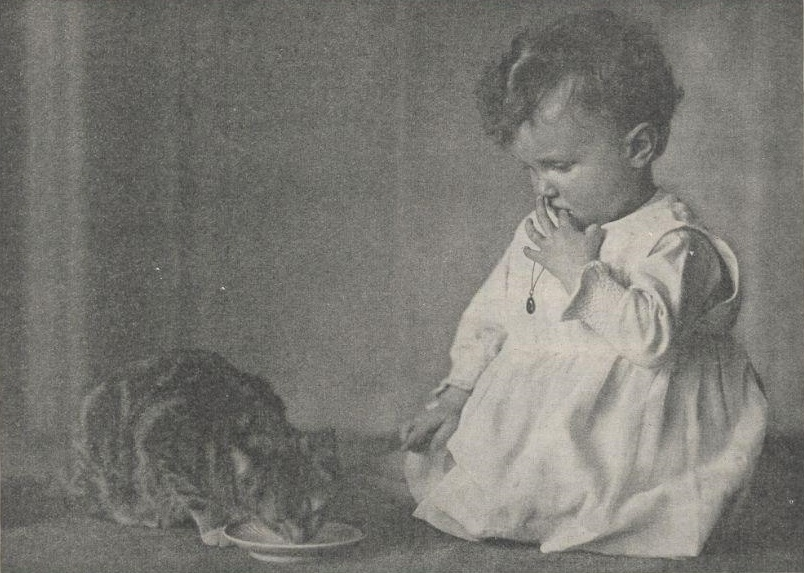
Fotografie zveřejněná v týdeníku Koninklijke Nederlandsche Gist- en Spiritusfabriek
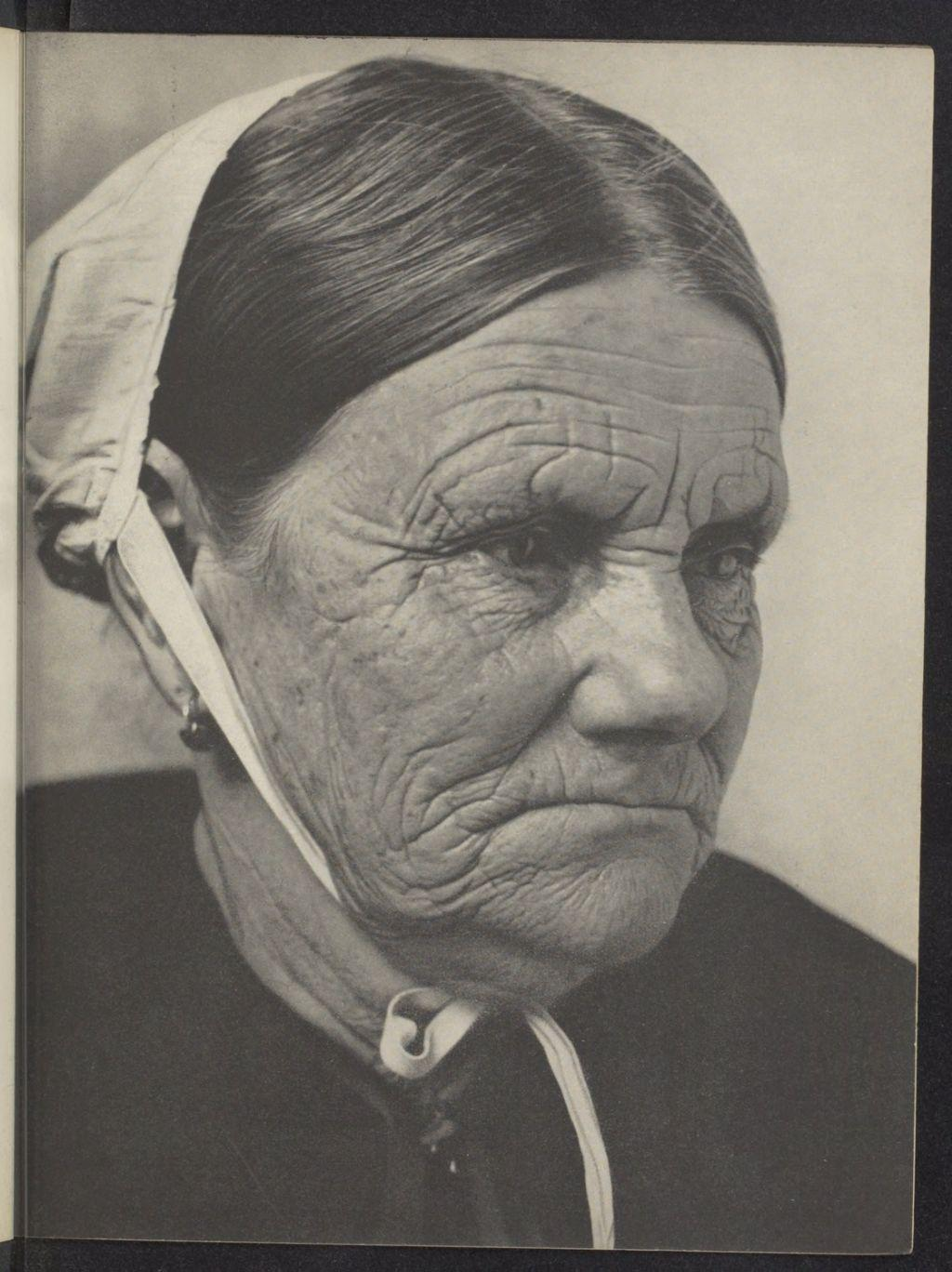
„Prodavačka sleďů Zandvoort, 82 let“
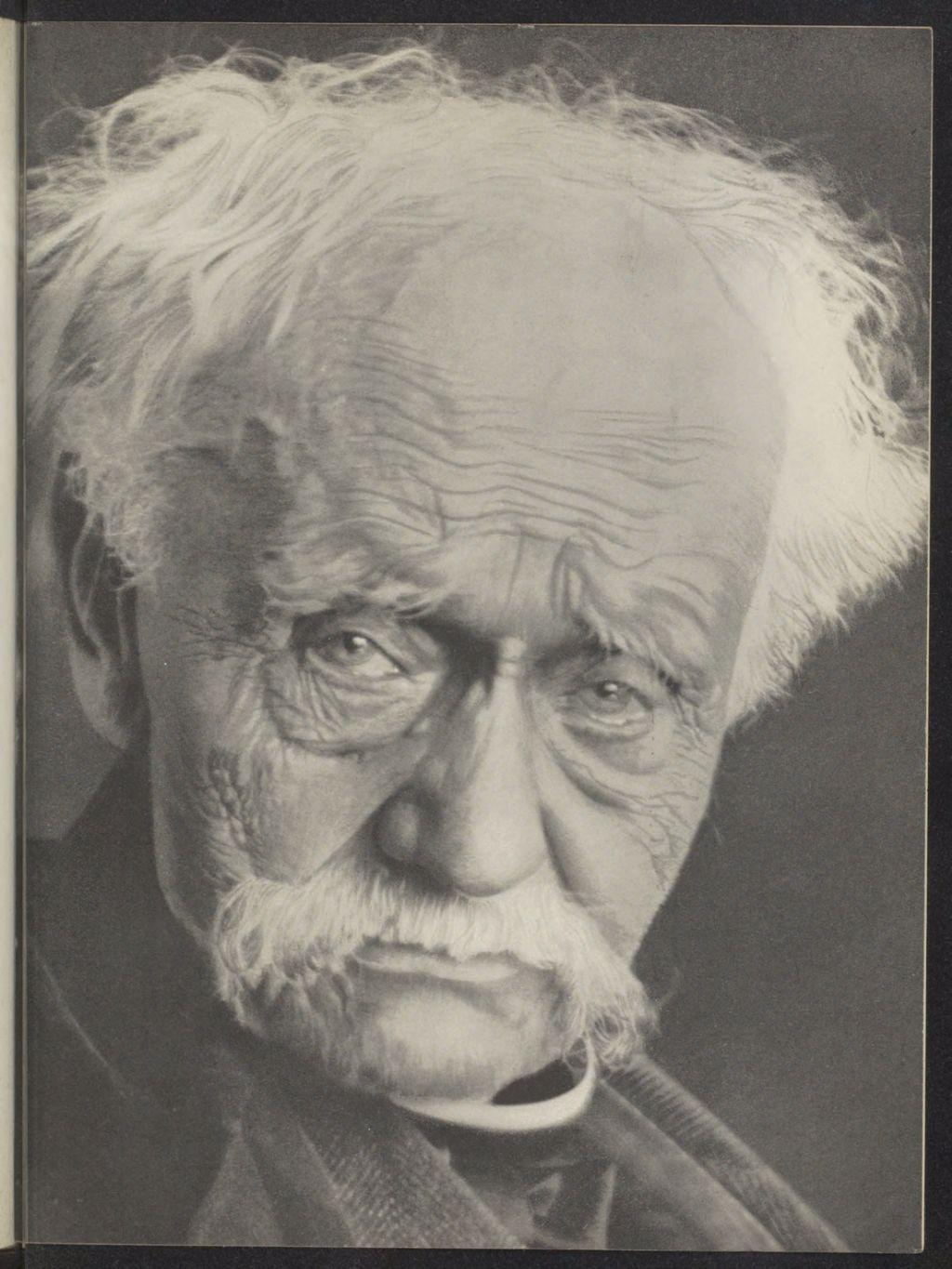
„Starý muž, 80 let“
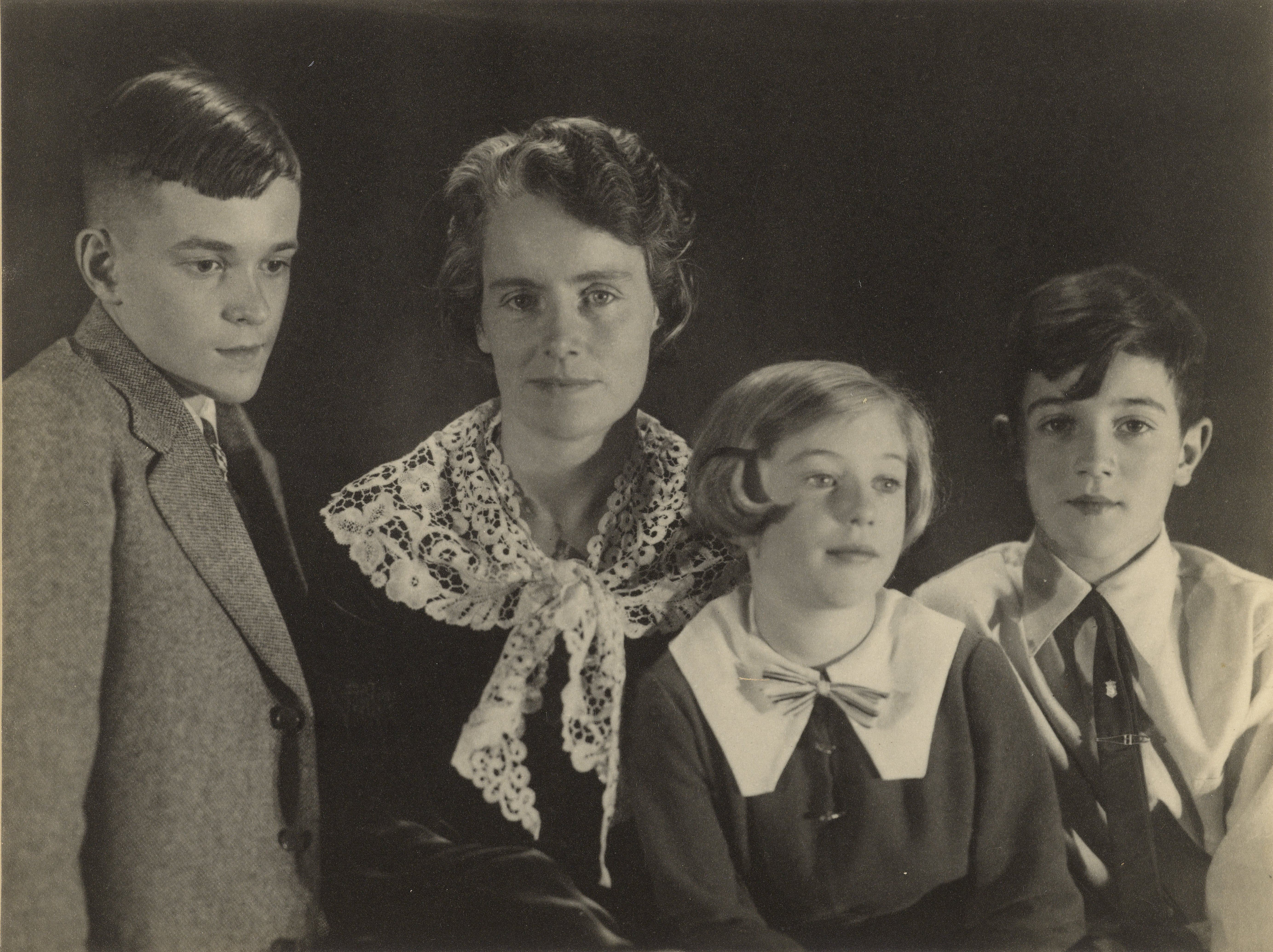
Ada Crone a její děti, 1935
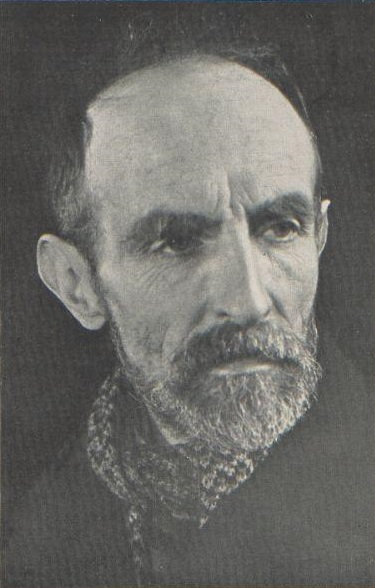
Henri Boot, asi 1937
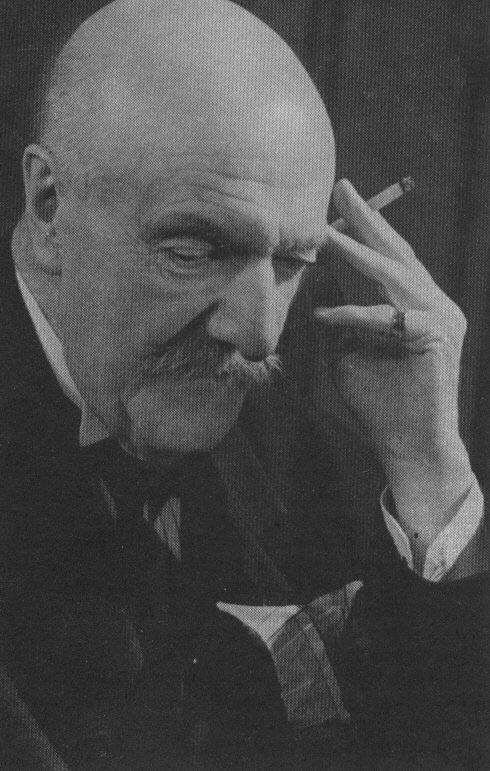
Louis van Deyssel